# منطقه ۵۳ (قطر)
منطقه ۵۳ یک منطقهٔ مسکونی در قطر است که در الریان (شهرداری) واقع شده‌است. منطقه ۵۳ ۱۱۰٫۹ کیلومتر مربع مساحت و ۷۷٬۸۷۵ نفر جمعیت دارد.